# La Galera (Elba)
La Galera è una montagna dell'isola d'Elba, situata nella parte occidentale dell'isola e facente parte della Catena del Monte Capanne. Il toponimo, attestato per la prima volta in una cartografia del 1780 come Monte della Galera, potrebbe derivare dai recinti pastorali (caprili) presenti nella zona, che «potevano apparire, agli occhi dei locali, come funesti luoghi di reclusione». La vetta, caratterizzata da una vasta falesia concoide alta 57 metri, si trova tra il Monte Capanne e la Tavola.
Dalla Galera passa la Via ferrata del Monte Capanne.
(Silvestre Ferruzzi, Synoptika)

## Ambiente
La vegetazione è composta da gariga caratterizzata dai cuscinetti spinosi di Genista desoleana e da Helichrysum italicum, Anthericum liliago, Crocus ilvensis, Lilium bulbiferum croceum, Crataegus monogyna e, più raramente, da Juniperus oxycedrus. Sui precipizi rocciosi a nord-ovest della Galera si trovano le uniche stazioni elbane di Amelanchier ovalis.